# ニック・ポッター
ニック・ポッター（Nic Potter、1951年10月18日 - 2013年1月16日）は、1970年代にヴァン・ダー・グラフ・ジェネレーターと仕事をしたことで有名なイギリスのベーシスト、作曲家、画家である。

## 略歴
ニック・ポッターはウィルトシャーで生まれ、15歳で学校を辞めた。姉のサリー・ポッターは有名な映画監督である。16歳のとき、彼はヴァン・ダー・グラフ・ジェネレーターから参加していたドラマーのガイ・エヴァンスと同じ時期にThe Misunderstoodの後期ラインナップに加わるも、その後しばらくして活動休止してしまった。ヴァン・ダー・グラフ・ジェネレーターがアルバム『エアゾール・グレイ・マシーン』リリース後の改編を決定したとき、それまでベーシストを務めたキース・エリスがジューシー・ルーシーに加わることとなり、エヴァンスがポッターにその代わりとして加入することを勧めた:49。
ポッターはアルバム『ザ・リースト・ウィ・キャン・ドゥ・イズ・ウェイヴ・トゥ・イーチ・アザー』にて初登場し、普段から使用しているベースに加えて、いくつかの曲でエレクトリック・ギターを演奏している。次のアルバム『天地創造』（1970年）のレコーディング中、3曲（ 「Killer」「The Emperor in his War Room」「Lost」）を録音したところで、グループを脱退した。アルバムの残りのベースは、コンサートでベースペダルによってベースラインを引き継いだオルガニストのヒュー・バントンによって完成された。
ポッターはバンドと連絡を取り続け、1971年にはピーター・ハミルの最初のソロ・アルバム『フールズ・メイト』で、また、コリン・スコットのアルバム『コリン・スコット』やバンド「マグナカルタ」でベースを演奏した。1970年代には、ジェフ・ベック、チャック・ベリー、レア・バード、スティーヴ・スウィンデルズとも共演した。1973年にはロング・ハロー・プロジェクトに協力している。彼の演奏は、ピーター・ハミルのアルバム『オーヴァー』（1977年）でも聴くことができる。
1977年、ヒュー・バントンとデヴィッド・ジャクソンがヴァン・ダー・グラフ・ジェネレーターを脱退した後、ポッターは再加入を求められた。彼はアルバム『ザ・クワイエット・ゾーン／ザ・プレジャー・ドーム』（1977年）と2枚組ライブ・アルバム『ヴァイタル』（1978年）の両方で演奏している。しかし、以前のようにバンドのダイナミクスにまだ不快さを感じており、「時々、暗雲が降りてくるように感じられ……とても不吉な感じがしました」と述べている。特にフランスのアヌシーでのギグでは不安を強めていた。誰かがステージにいる間にバンドの音楽に対して悪魔払いを行おうとしていると主張し出し、大きく動揺した彼は楽屋に戻されなければならなくなった。
1980年代から1990年代初頭にかけて、ポッターは「Kグループ」のベーシスト（1981年-1985年）を含むピーター・ハミルと、またThe Tigers（1980年）やダンカン・ブラウン（1984年）とのレコーディングやツアーを続けた。1983年に彼はソロ・キャリアをスタートし、主にエレクトロニック・ミュージックを含む多くのアルバムをリリースした。1995年、ポッターはダンカン・ブラウンの死後に出されたアルバム『Songs of Love and War』のベース演奏とプロデュースを行った。2008年、ポッターはライブ・アルバム『Live in Italy』を、デヴィッド・ジャクソンやトニー・パリューカ（レ・オルメ）など多くのミュージシャンたちを迎えてリリースしている。
ポッターのソロ・アルバムはすべて2009年にリマスターされて発売された。
ポッターは晩年にあたる最後の2年間、ピック病に苦しんだ。2013年1月、ポッターは肺炎を患いユニバーシティ・カレッジ病院に入院。1月16日夜半に亡くなった。

## ディスコグラフィ

### ソロ・アルバム
- Mountain Music (1983年)
- Sketches in Sound (1986年)
- Self Contained (1987年)
- Dreams in View 81–87 (1988年) ※コンピレーション
- The Blue Zone (1990年)
- The Blue Zone Party (1991年) ※限定版カセット。1991年5月29日のライブ音源
- New Europe-Rainbow Colours (1992年)
- Dreamworld (1997年)
- Live in Italy (2008年) ※with デヴィッド・ジャクソン、トロ・マートン、トニー・パリューカ
- All Contained (2009年) ※Zom-Art時代のリマスターCDボックスセット

### The Misunderstood
- Golden Glass (1984年) ※1969年のシングル、ライブ音源を中心としたコンピレーション

### ヴァン・ダー・グラフ・ジェネレーター
- 『ザ・リースト・ウィ・キャン・ドゥ・イズ・ウェイヴ・トゥ・イーチ・アザー』 - The Least We Can Do Is Wave To Each Other (1970年)
- 『天地創造』 - H To He Who Am The Only One (1970年)
- 『ザ・クワイエット・ゾーン／ザ・プレジャー・ドーム』 - The Quiet Zone / The Pleasure Dome (1977年)
- 『ヴァイタル』 - Vital / Van Der Graaf Live (1978年) ※ライブ

### レア・バード
- 『エピック・フォレスト』 - Epic Forest (1972年)
- 『サムバディーズ・ウォッチング』 - Somebody's Watching (1973年)

### The Tigers
- Savage Music (1980年)

### ピーター・ハミル
- 『フールズ・メイト』 - Fool's Mate (1971年)
- 『カメレオン・イン・ザ・シャドウ・オブ・ザ・ナイト』 - Chameleon In The Shadow Of The Night (1973年)
- 『オーヴァー』 - Over (1977年)
- Enter K (1982年)
- Patience (1983年)
- 『ザ・ラヴ・ソングス』 - The Love Songs (1984年) ※コンピレーション
- 『ザ・マージン／ライヴ』 - The Margin (1985年) ※ライブ
- 『夢見』 - Out Of Water (1990年)
- Room Temperature (1990年) ※ライブ
- Fireships (1992年)
- The Noise (1993年)
- Offensichtlich Goldfisch (1993年)
- There Goes The Daylight (1993年) ※ライブ
- Roaring Forties (1994年)

### その他のコラボレーション
- マグナカルタ : Songs from Wasties Orchard (1971年)
- チャック・ベリー : The London Chuck Berry Sessions (1972年)
- コリン・スコット : 『コリン・スコット』 - Colin Scot (1971年) ※クレジットなし
- ロング・ハロー : The Long Hello (1974年)
- スティーヴ・スウィンデルズ Fresh Blood (1980年)
- ロング・ハロー : The Long Hello Volume Two (1981年) ※ポッターとガイ・エヴァンス主導
- ダンカン・ブラウン : Travelling Man (1984年)
- The Pool Sharks : Final Adjustments (1987年)
- ダンカン・ブラウン : Songs of Love and War (1995年)
- スティーヴ・ハイアムズ - Mistaken Identities (1997年)
- Spirits Burning & Bridget Wishart : Bloodlines (2009年)